# Stahlhelm, Bund der Frontsoldaten

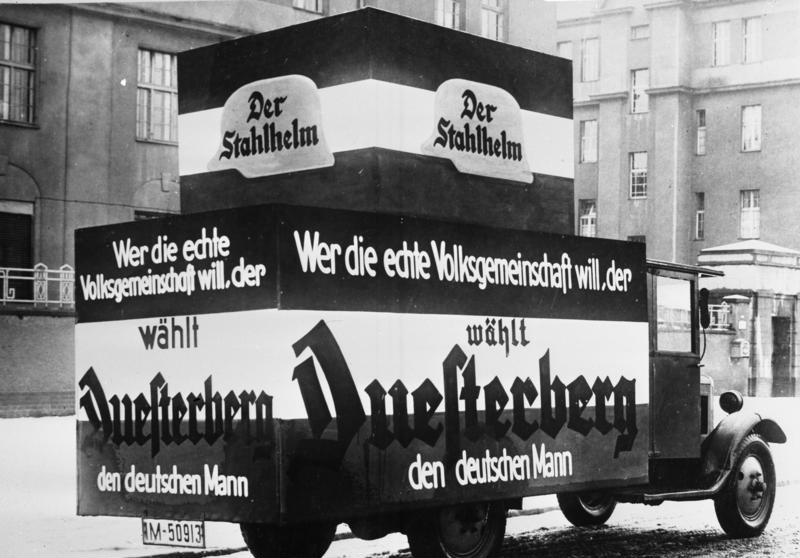
Propaganda eleitoral do Stahlhelm para o candidato Duesterberg, à época das eleições presidenciais na Alemanha (1932).

Stahlhelm, Bund der Frontsoldaten ("Capacete de Aço, Liga de Soldados do Fronte", também conhecido, de forma abreviada, como Der Stahlhelm) foi uma organização paramilitar alemã surgida após a derrota da Alemanha na Primeira Guerra Mundial. Nos últimos dias da República de Weimar, Der Stahlhelm constituía o braço armado do conservador Partido Popular Nacional Alemão (DNVP), atuando na segurança das reuniões do partido. Participava também dos Arbeitskommandos, popularmente conhecidos como Schwarze Reichswehrand ('Defesa Nacional Negra'). Mais tarde,  foi incorporada à milícia nazista Sturmabteilung. Depois de 1929, Der Stahlhelm passou de organização paramilitar a movimento político.
Embora Stahlhelm fosse, oficialmente, uma entidade apartidária ou suprapartidária, depois de 1929 assumiu um caráter abertamente antiparlamentar, antirrepublicano  e antidemocrático. Defendia a instauração de uma ditadura na Alemanha e a preparação de um programa revanchista. Por razões políticas, seus membros distinguiam-se  do Partido Nazista (NSDAP), autodefinindo-se como  "fascistas alemãs". Reivindicavam  o estabelecimento de um Grande Estado dos Povos Germânicos e combatiam a social democracia, o "mercantilismo dos judeus" , assim como a visão de mundo liberal democrática, tentando, sem sucesso, eleger candidatos  favoráveis à política de uma nova expansão alemã para o leste.